# Систематика рода Plantago
Decaisne је у свом раду препознао око 200 врста и груписао их у 17 секција. Вилис наводи 265 врста По Пилгеровој подели, род садржи два подрода -  (синоним Plantago) и . Поједини аутори подрод Psyllium сматрају одвојеним родом.
У својој ревизији 1978. године, Rahn је поделио род на три подрода:
1. - који укључује Пилгеров подрод Psyllium и 5 секција подрода Plantago (Oreades, Arnoglossum, Bauphula, Hymenopsyllium и Leucopsyllium)

Rahn (1996) предлаже другачију класификациону схему, са 6 подродова:
- Plantago (садржи око 131 врсте),
- Coronopus (Lam. et DC.) Rahn (садржи око 11 врста),
- Albicans Rahn (51 врста),
- Psyllium Juss. (sensu Pilger, 1937; 16 врста),
- Littorella (Bergius) Rahn (синоним за род  Bergius; 3 врсте) и
- Bougueria (Decne.) Rahn (синоним за род  Decne.; 1 врста).

Ренстед и сарадници (2002) идентификују пет већих клада унутар рода, којима дају статус подродова - Plantago, Coronopus, Psyllium, Littorella и Bougueria. Подрод Albicans sensu Rahn (1996) је парафилетски и требало би га подвести унутар подрода Psyllium s.l.

## Систематика рода[10][11]
род  L.
подрод 

подрод 
секција 

секција 

подрод 

подрод 

подрод 
секција 

секција 

секција 

секција 